# Pietro Diana (pittore)
Pietro Diana (Milano, 28 dicembre 1931 – Milano, 12 ottobre 2016) è stato un pittore, incisore e disegnatore italiano nonché ideatore e costruttore di automates.

## Biografia
Ha frequentato l'Accademia di belle arti di Brera, a Milano, dove si è diplomato in pittura nel 1954, e dove è entrato a far parte del corpo docente, dapprima come assistente di figura disegnata e dal 1958 come incaricato per le tecniche dell'incisione, insegnamento della cui prima cattedra è stato poi titolare dal 1976 al 1997. Pietro Diana ha sposato una sua allieva, la pittrice Angela Colombo, che stilisticamente lo seguiva.

## Attività artistica
Ha iniziato l'attività espositiva nel 1954, partecipando alla Biennale di Milano nel 1955 e 1957, alla Mostra del disegno e dell'incisione di Reggio Emilia nel 1957, ai due Saloni dell'Associazione Incisori d'Italia del 1956 e 1959. 
È stato premiato alla Seconda Biennale d'Arte Sacra all'Angelicum di Milano nel 1955, al Diomira di Milano nel 1955, alla Nazionale di Monza del 1956, alla IX Mostra d'arte di Melzo, del 1956, alla Mostra Arte e Convito di Milano del 1957 e al Premio di pittura di Monticelli Brusati (Brescia) nel 1967.
In seguito, disertando manifestazioni e concorsi, ha esposto in personale prevalentemente in spazi pubblici, in Italia e all'estero (Svizzera, Francia, USA, Giappone).
Ha collaborato in più occasioni con i periodici specialistici I quaderni del conoscitore di stampe e Grafica d'arte, nel 1970 con Mondadori per il volume Le stampe d'arte e, sullo stesso argomento, nel 1992 con Paolo Bellini per la casa editrice Edi. Artes di Milano; ha tenuto conferenze sulle tecniche incisorie e sulle collezioni di stampe, tra cui nel 1975 e nel 1978 al Museo Poldi Pezzoli di Milano, redigendo con Clelia Alberici le relative dispense.
Nei mesi di marzo e aprile 1998 la Biblioteca dell'Accademia di Brera ha ospitato una rassegna di sue incisioni, con il titolo L'universo notturno, a cura di Marcello Colusso.
Nel 1999 e nel 2000 ha eseguito le incisioni per i libri d'artista editi da Pulcinoelefante di Osnago, accompagnando i testi Passeggiata solitaria di Laura Bosio e Un pensiero di Giuseppe Pontiggia.
Sue vaste antologiche sono state proposte nel 2001 dal Museo Epper di Ascona e nel 2002 dal Museo Fondazione Luciana Matalon di Milano.
Nel 2009 e 2010 ha fatto parte della giuria del Premio Acqui - Biennale europea per l'incisione.
Come tecnica pittorica predilige l'acquerello, come incisore l'acquaforte, pura o abbinata all'acquatinta. 
Il suo segno è essenziale, rigoroso e nitido. Le tematiche oggetto del suo perfezionismo virtuosistico spaziano da un iniziale realismo lirico ai territori dell'arte fantastica e visionaria, coltivando una dimensione notturna onirica e sottilmente ironica, con qualche eco d'erotismo: fantasticherie simboliche che non indulgono al gusto surrealista, né ad incubi angosciosi. Al riguardo sono particolarmente significative le serie Da Garcia Lorca, Mostri, Castelli, La donna e i cavalli, Castelli fantastici, Torture, cui si affiancano le Sei incisioni per la Pace del 1975 (Anno Santo) ed altri fogli di luminosa serenità.
La sua esigenza di perfezione è doppiamente penalizzante: per la laboriosità e per i tempi dilatatissimi d'esecuzione, che comportano un ristretto volume di produzione, limitando quindi anche le occasioni di esporre.
Tra le figure ricorrenti nel suo universo iconografico sono gli strigidi, a partire dalla civetta di Atena, presso la civiltà ellenica simbolo di saggezza e sapienza, per la sua capacità di vedere nelle tenebre, ma altrove percepita come rapace annunciatore di morte: ambiguo e polivalente quindi, come la vita stessa.
Dopo il 2010 le tematiche oniriche sono state riprese in cicli di disegni a china, talora con aggiunte d'acquerello.

## Opere
Sue opere figurano, oltre che in collezioni private, nella Civica Raccolta di stampe Achille Bertarelli presso il Castello Sforzesco di Milano, nella Galleria d'Arte Moderna di Roma, nei Musei Vaticani, allo State College di San Diego (California), nel Gabinetto delle stampe di Bagnacavallo, all'Accademia di Brera, nel Museo di Bassano del Grappa, nel Museo civico Ala Ponzone di Cremona, al Centro Studi sull'Arte Moderna di Brescia, nelle raccolte comunali di Melzo, Sesto San Giovanni e San Donato Milanese.